# Xã Maywood, Quận Benton, Minnesota
Xã Maywood (tiếng Anh: Maywood Township) là một xã thuộc quận Benton, tiểu bang Minnesota, Hoa Kỳ. Năm 2010, dân số của xã này là 954 người.